# دونبارتون (نيوهامشير)
دونبارتون (بالإنجليزية: Dunbarton, New Hampshire)‏ هي بلدة أمريكية تقع في الولايات المتحدة في مقاطعة ميريماك. يقدر عدد سكانها بـ 2,758 نسمة ومساحتها 81.2 كم2 وترتفع عن سطح البحر 251 متر.

## أعلام
- إرنست مارتن هوبكينز
- كاليب ستارك